# 哈克斯艾蘭 (北卡羅萊納州)
哈克斯艾蘭（英語：Harkers Island）是位於美國北卡羅萊納州加特利縣的普查規定居民點。

## 人口
根據2020年美國人口普查的數據，哈克斯艾蘭的面積為9.97平方千米，當中陸地面積為5.80平方千米，而水域面積為4.16平方千米。當地共有人口1127人，而人口密度為每平方千米113.04人。